# Himberger Straße
Die Himberger Straße (B 233, früher B 318) ist eine geplante Landesstraße B in Niederösterreich. Gemäß der ursprünglichen Planung sollte sie von Schwechat über Himberg nach Ebreichsdorf führen. Sie wurde ursprünglich 1995 als B 318 als Ostumfahrung von Zwölfaxing geplant. Verkehrserhebung in den Jahren 2000, 2003, 2005 und 2006 führten zum Ergebnis, dass weiterer Handlungsbedarf in Zwölfaxing bestehen würde. 2007 begannen Planungen, deren Umsetzung die L 2003 entlasten sollten. Am 19. Dezember 2008 erfolgte die Aufnahme in das NÖ Landesstraßenverzeichnis. Wesentliches Ziel ist die Entlastung von Zwölfaxing und Pellendorf.